# Jan Gaczyński
Jan Gaczyński (ur. 17 lipca 1915 w Drzewicy, zm. 17 października 2002) – polski monter, poseł na Sejm PRL V kadencji.

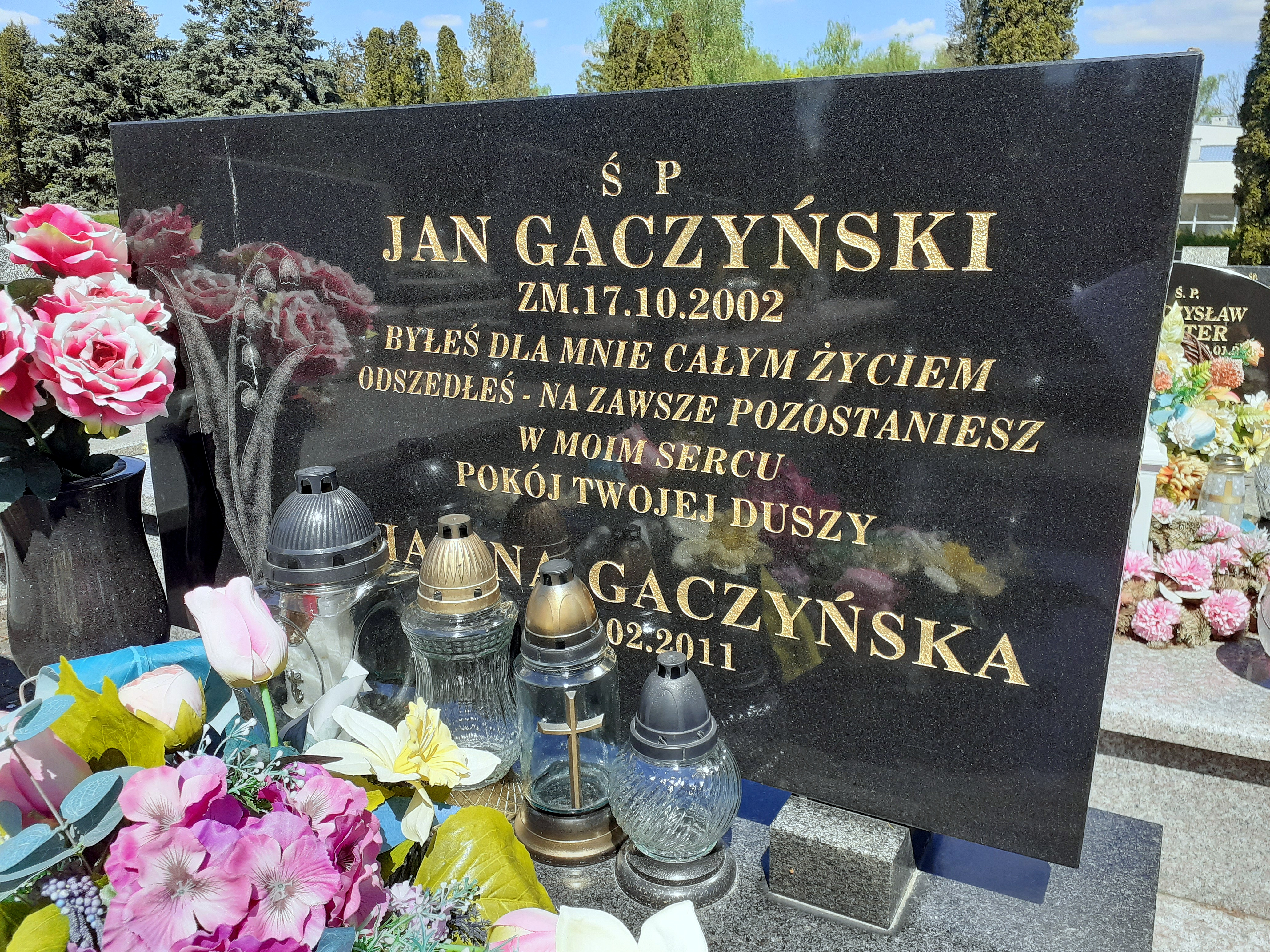
Grobowiec Jana Gaczyńskiego

## Życiorys
Syn Antoniego i Marianny. Uzyskał wykształcenie podstawowe, z zawodu monter. Był zatrudniony jako brygadzista w Wytwórni Sprzętu Komunikacyjnego „PZL-Rzeszów”. W 1948 wstąpił do Polskiej Partii Robotniczej, a następnie do Polskiej Zjednoczonej Partii Robotniczej. W PZPR pełnił był członkiem Komitetu Miejskiego w Rzeszowie (od 1960), Komitetu Wojewódzkiego w Rzeszowie oraz jego egzekutywy (1962–1964) oraz egzekutywy Komitetu Zakładowego przy Wytwórni Sprzętu Komunikacyjnego „PZL-Rzeszów” (1968–1971). W 1969 uzyskał mandat posła na Sejm PRL w okręgu Rzeszów, zasiadał w Komisji Kultury i Sztuki oraz w Komisji Pracy i Spraw Socjalnych.
Został odznaczony w 1955 Srebrnym Krzyżem Zasługi i Medalem 10-lecia Polski Ludowej. W 1975 wyróżniony wpisem do „Księgi zasłużonych dla województwa rzeszowskiego”. Pochowany na cmentarzu Wilkowyja w Rzeszowie.